# 1063.
◄ | 10. stoljeće | 11. stoljeće | 12. stoljeće | ►
◄ | 1030-ih | 1040-ih | 1050-ih | 1060-ih | 1070-ih | 1080-ih | 1090-ih | ►
◄◄ | ◄ | 1060. | 1061. | 1062. | 1063. | 1064. | 1065. | 1066. | ► | ►►
Arhitektura • Astronomija • Knjige • Književnost • Kršćanstvo • Medicina • Pravo • Promet • Znanost

## Smrti
- Togrul I. , seldžučki car

## Vanjske poveznice
|  | Zajednički poslužitelj ima još gradiva o temi 1063. |